# Pistolet Victory MC5
Victory MC5 – brytyjski pistolet samopowtarzalny produkowany przez firmę Victory Arms Co. Limited. Charakterystyczna cecha konstrukcji jest możliwość zasilania amunicją 9 mm Parabellum, .38 Super, .41 AE lub .45 ACP. Zmiana amunicji wymaga tylko wymiany lufy i magazynka, przy czym wymiana lufy wymaga tylko przestawienia dźwigni do rozkładania broni 9 (nie jest konieczne całkowite rozłożenie pistoletu). W każdym kalibrze dostępne są trzy lufy różniące się długością. Standardowo pistolet wykonany jest ze stali węglowej, na życzenie wykonywane są egzemplarze ze stali nierdzewnej i ze szkieletem ze stopu lekkiego.
Victory MC5 jest bronią samopowtarzalną, działającą na zasadzie krótkiego odrzutu lufy. Mechanizm spustowo-uderzeniowy kurkowy, z samonapinaniem (SA/DA). Pistolet posiada bezpiecznik nastawny którego skrzydełka znajdują się po obu stronach szkielet. Zwalniacz kurka znajduje się z tyłu szkieletu, pod kurkiem. Pistolet zasilany jest z magazynków pudełkowych o pojemności 17 naboi 9 mm, 12 naboi .41 i 10 naboi .45 ACP. Broń może być bezpiecznie przenoszona z nabojem w lufie. Po wystrzeleniu ostatniego naboju zamek zatrzymuje się w tylnej pozycji na zatrzasku zamka. Dźwignia zatrzasku zamka jest podnoszona do góry po dosłaniu do lufy ostatniego naboju dzięki czemu strzelec informowany jest o opróżnieniu magazynka. Zewnętrzna dźwignia zatrzasku znajduje się po obu stronach szkieletu. Przyrządy celownicze otwarte, składają się z muszki i szczerbinki. Na życzenie broń może być wyposażona w bezpiecznik magazynkowy, lufy z kompensatorem, celownik regulowany i podświetlane przyrządy celownicze.